# Грозові ворота (телесеріал)
Грозові ворота (рос. Грозовые ворота) — російський міні-серіал 2006 року, знятий за мотивами роману Олександра Тамонікова «Рота йде в небо» (після прем'єри фільму кілька разів перевидавався під назвою «Грозові ворота»). Національна рада України з питань телебачення і радіомовлення та Державне агентство України з питань кіно заборонила показ телесеріалу в Україні.

## У ролях
- Анатолій Пашинін — Олександр Володимирович Доронін, старший лейтенант, командир роти[3]
- Михайло Пореченков — Валерій Єгоров, майор, командир розвідгрупи спецназу ГРУ
- В'ячеслав Разбєгаєв — Мурад «Шах», колишній генерал ЧРІ
- Андрій Краско — полковник Павло Павлович Галкін
- Іван Жидков — рядовий Костянтин Вєтров, стрілок
- Євген Потапенко — рядовий Микола Горшков, кулеметник
- Михайло Єфрємов — капітан Ланевський, командир взводу БМД
- Данило Страхов — старший лейтенант Панкратов, комвзвода
- Єлизавета Боярська — Саша (озвучування: Тетяна Арнтгольц)
- Марина Могилевська — мати Костика Ветрова
- Юрій Цурило — вітчим Костика Вєтрова
- Вікторія Толстоганова — Валя, дружина майора Єгорова
- Анастасія Цвєтаєва — Катя
- Борис Щербаков — генерал, позивний «Терек»
- Катерина Климова — Аліна Дороніна
- Марина Яковлєва — Рая
- Олександр Лойє — сержант Гольдін
- Максим Зиков — рядовий Смагін
- Микита Ємшанов — рядовий Коркін
- Ілля Блєдний — лейтенант Лузгин
- Андрій Зібров — підполковник Андрій Юрійович Гаврилов, начальник штабу
- Анатолій Гущин — старший лейтенант Кокора
- Раїса Рязанова — господиня квартири
- Володимир Епископосян — араб Хабіб
- Карен Бадалов — бандит у масці Діда Мороза
- Сахат Дурсунов — старший прапорщик Акиф Мамедов
- Олександр Фісенко — сержант Голіков, боєць розвідгрупи ГРУ
- Олексій Шевченков — Петраков, боєць розвідгрупи ГРУ
- Микита Звєрєв — Шмельов, боєць розвідгрупи ГРУ
- В'ячеслав Титов — Кирієнко, боєць розвідгрупи ГРУ
- Марат Гацалов — спецназівець ГРУ, позивний «Орел»
- Віталій Гогунський — 2-й спецназівець ГРУ, позивний «Орел»
- Федір Смирнов — спецназівець ГРУ
- Андрій Барило — спецназівець ГРУ
- Олексій Алексєєв — спецназівець ГРУ
- В'ячеслав Шіхаєєв — рядовий
- Валерій Іваков — снайпер ГРУ
- Володимир Богданов — полковник Смирнов
- Володимир Турчинський — контррозвідник (в титрах не вказаний)
- Саїд Дашук-Нігматулін — прапорщик
- Ігор Ліванов — батько Кості Ветрова (в титрах не вказаний)
- Дмитро Мєдвєдєв — майор Холічек, командир батальйону
- Наталя Фенкіна — медсестра
- Олексій Солончєв — зв'язківець
- Сергій Фролов — рожевощокий дядько

## Знімальна група
- Режисер — Андрій Малюков[4]
- Сценарист — Анатолій Усов, за участю Олександра Буравського
- Оператор — Володимир Споришков
- Композитор — Іван Бурляєв
- Художники — Володимир Душин, Олександр Жирнов
- Продюсери — Костянтин Ернст, Анатолій Максимов
- Постановник трюків — Валерій Деркач